# Lo Molló (Ulldecona)
Lo Molló o Tossal Gros és una muntanya de 378 metres que es troba al municipi d'Ulldecona, a la comarca del Montsià.
Al cim podem trobar-hi un vèrtex geodèsic (referència 247163001).